# Aaron Harper
Pour les articles homonymes, voir Harper.
Aaron Harper, est un joueur américain de basket-ball, né le 12 mars 1981 à Jackson (Mississippi) et mort le 3 novembre 2023 dans le comté de Lafayette (Mississippi).

## Biographie
Harper joue en championnat universitaire américain avec les Rebels d'Ole Miss, l'équipe de l'université du Mississippi, entre 2000 et 2004. L'équipe atteint le Sweet 16 (demi-finale régionale) lors du championnat NCAA 2001 mais est battue par les Wildcats de l'Arizona.
En 2007, il remporte le titre de champion de France avec l'équipe de la Chorale Roanne Basket après avoir remporté la Semaine des As 2007
Harper rejoint l'Élan béarnais Pau-Lacq-Orthez début novembre 2013 pour remplacer Michael Scott, blessé. En décembre 2013, antérieurement lié à un club vénézuélien, il quitte le club palois et est remplacé par D.J. Strawberry,. 
Il meurt le 3 novembre 2023, dans un accident de la circulation, âgé de 42 ans.

## Palmarès

### Club
- Champion de France 2007 de Pro A
- Vainqueur de la Semaine des As à Nancy en février 2007
- Champion de la SEC Western Division en 2001

### Distinctions personnelles
- 3e meilleur marqueur de ProA en 2007
- Participation au All-Star Game français, à Paris Bercy, le 29 décembre 2006.
- MVP du championnat du Venezuela en 2005
- Participation au All-Star Game vénézuélien 2005